# جورجي ماركوف (سياسي)
جورجي ماركوف (بالبلغارية: Георги Мърков)‏ هو شخصية أعمال ومصارع هاوي وسياسي بلغاري، ولد في 5 أبريل 1946 في بلغاريا. حزبياً، نشط في الحزب الاشتراكي البلغاري ‏.

## روابط خارجية
- جورجي ماركوف على موقع قاعدة بيانات المصارعة الدولية (الإنجليزية)
- جورجي ماركوف على موقع أوليمبيديا (الإنجليزية)